# Pterosoma
Pterosoma is een geslacht van weekdieren uit de klasse van de Gastropoda (slakken).

## Soort
- Pterosoma planum Lesson, 1827